# Арабська хартія прав людини
Арабська хартія прав людини — міжнародний договір, прийнятий Лігою арабських держав в 2004 і набув чинності в 2008 році (перша версія хартії була прийнята в 1994 році, але була підписана лише Іраком, за іншими даними — ратифікована лише Йорданією, а в силу так і не вступила) — Йорданією (першою), Бахрейном, Лівією, Алжиром, ОАЕ, Палестиною і Єменом (за іншими даними — не Єменом, а Сирією). За інформацією на кінець 2008 року, хартію ратифікували всі вісім цих країн, а також Катар. За даними на кінець 2010 року, Хартію ратифікувала також Саудівська Аравія.
Основою Хартії є ісламські норми.
Управління Верховного комісара ООН з прав людини Луїза Арбур вітала вступ Хартії в силу, потім, після листа протесту від «UN Watch», висловила критику Хартії за те, що вона прирівнює сіонізм до расизму, за підхід до прав жінок та іноземців а також за допущення смертної кари відносно неповнолітніх. Також хартія критикується «Міжнародною амністією» і Міжнародною комісією юристів.
Хартія передбачає створення комітету, який уповноважений розглядати доповіді держав-учасниць.

## Прийняття Арабської хартії
14 вересня 1994 Рада Ліги, за пропозицією постійної комісії з прав
Людини, прийняла 1-у Арабську хартію з прав людини. Текст складається з преамбули і 43 статей. Це була
ратифікація тільки однієї держави, Йорданії. Ця Хартія не дала ніяких результатів і була піддана критиці як державами, так і
міжнародними організаціями.

## Загальні зміни в тексті
У березні 2003 року Рада Ліги ухвалила рішення переглянути й оновити цей текст щодо міжнародного
стандарту захисту прав людини. Це завдання було покладено на Постійну комісію з прав людини.
Статут в новій редакції був більш орієнтований на відповідність з міжнародними нормами (з урахуванням певних
рекомендацій, винесених групою арабських експертів). У ньому також представлені деякі новаторські особливості: принцип недискримінації, рівності між
підлеглими, заборона на рабство, примусова праця всіх форм експлуатації, право на справедливий судовий розгляд і право на
здорове довкілля.
Тим не менш, певні проблеми все ще зберігаються в рамках міжнародних організацій у зв'язку з дискримінацією щодо
жінок та дітей. Висока комісія з прав людини також виступила проти
порівняння сіонізму до расизму яка зроблена в Статуті.

## Права, які визнані Арабською хартією
Хартія складається з преамбули і 53 статей.
У преамбулі Статуту встановлюється певна кількість таких принципів, як свобода, рівність і братерство між людьми.
Вона проголошує набір прав народів: право народів на самовизначення, розпоряджатися своїм багатством і природними ресурсами, право визначати свою політичну систему, і право на забезпечення їх економічного, соціального
і культурного розвитку.
Крім того, Статут засуджує расизм, сіонізм, іноземну окупацію та іноземне панування.
Він визнає окремі громадянські свободи і права, такі як право на життя, свободу і безпеку особистості, право на повагу до приватного і сімейного життя, право на вступ у шлюб, захист сім'ї, право на приватну власність, вільне пересування осіб, право на громадянство, і право на політичний притулок.
В області правосуддя, вона закріплює принцип презумпції невинуватості, принцип кримінального законодавства, принцип законності кримінального покарання, і гарантує право на справедливий судовий розгляд компетентним, незалежним і безстороннім судом, і забороняє довільні арешти. Більше того, вона забороняє тортури і неправильне лікування.
Вона також визнає політичні права і свободи: свободу віросповідання, думки і релігії, право на інформацію, свободу вираження думок, право на свободу зборів, свободу мирних асоціацій, право на створення профспілок і право на страйк.
В області економічних, соціальних і культурних правах, хартія посилається на право на здоров'я, право на працю і право на достатній життєвий рівень, і визнає набір прав для осіб з обмеженими можливостями.
Таким чином, права, визнані у хартії показують прогрес у захисті прав людини. Однак текст містить певні обмеження, зокрема, відсутність посилання на деякі права і свободи.
Наприклад, хартія визнає, рівність чоловіків і жінок перед законом, але це робить без посилання на їх рівність перед законом.
Вона також не скасовує смертну кару.
Що стосується останнього пункту, важливо додати, що у статті 7.a) хартії вказується, що: "смертна кара не повинна застосовуватися до людини у віці до 18 років, якщо інше прямо не зазначено в законах, діючих на момент вчинення злочину. Це положення суперечить міжнародним нормам і стандартам, а зокрема, статті 37 Конвенції про права дитини та статті 6 Міжнародного пакту про громадянські і політичні права, які встановлюють, що смертна кара не може бути застосована за злочини, вчинені особами у віці до 18 років.

## Процедура розгляду доповідей держав-учасниць
Відповідно до статті 48 Статуту Організації Об'єднаних Націй, держави повинні представляти періодичні доповіді раз на три роки (Генеральному секретарю, який потім направляє їх до Комітету).
Комітет може запитувати у держав-учасниць додаткову інформацію.
Комітет вивчає доповіді на сесії в присутності і при участі в обговоренні
представників держави.
Після того, доповідь яку було розглянуто, Комітет проводить спостереження та формулює рекомендації згідно з цілями хартії.
Комітет представляє щорічну доповідь, що містить його зауваження та рекомендації до Ради
ліги через Генерального секретаря.
Всі ці документи є публічними документами.